# María Langarita

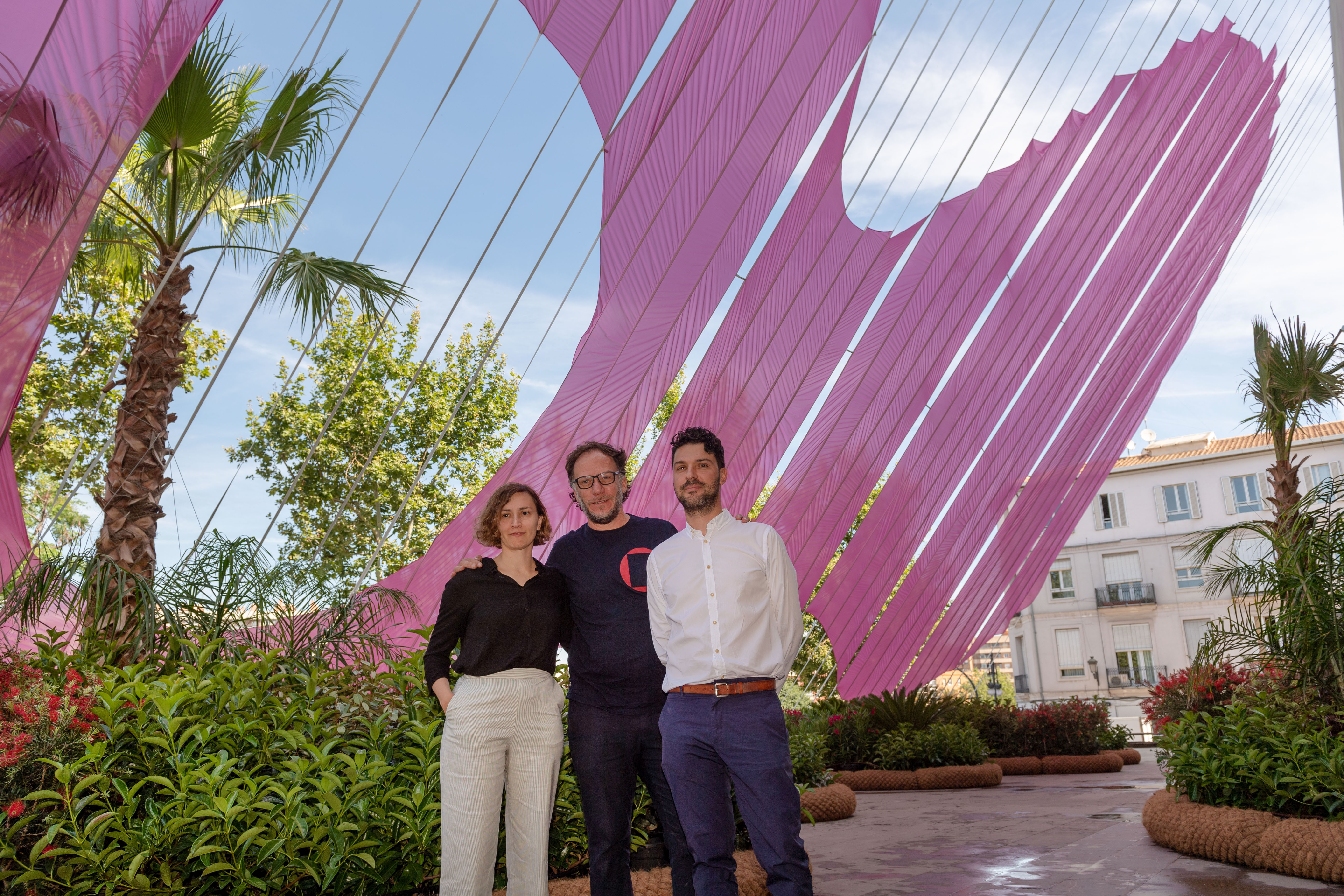
María Langarita con Victor Navarro y Jerónimo Hagerman

María Langarita Sánchez (1979, Zaragoza, España) es una arquitecta española.

## Trayectoria profesional
Estudió arquitectura en la Escuela de Arquitectura de la Universidad de Navarra. Se licenció en arquitecta en 2003 obteniendo el Primer premio Nacional Fin de Carrera (Ministerio de Educación y Ciencia). Se doctoró en el año 2016 en la ETSAM de la Universidad Politécnica de Madrid
Fue becaria en diversos estudios: Manuel Enríquez y Javier Barcos (Pamplona, 2000), Beatriz Matos y Alberto Martínez Castillo (Madrid, 2001), Mansilla y Tuñón, (Madrid 2004-2006), Francisco Mangado Beloqui, (Pamplona 2002-2003).

## Enseñanza
Comenzó su carrera en la enseñanza en la Universidad San Jorge de Zaragoza (USJ) en los años  2009 - 2011.. Impartió clases en the Universidad de Alicante (Escuela de Arquitectura Universidad de Alicante) desde 2011 a 2013. Desde el año 2013 es profesora en la Universidad Politécnica de Madrid ETSAM, en el programa de Master, donde insta a los alumnos a compartir sus trabajos con los profesores.

## Estudio Langarita -Navarro
Desde 2006 junto a Víctor Navarro, arquitecto por la ETSAM, formaron el estudio de arquitectura Langarita-Navarro. En el año 2011 publican. Amueblar el mundo. "Quaderns d'arquitectura i urbanisme", v. 262; pp. 18-21. ISSN 1133-8857.

## Premios
- Premio FAD 2012[7]
- Premio AD Heineken Nuevos Valores 2013.[8]